# Вулька-Ґолоська
Вулька-Ґолоська (пол. Wólka Gołoska) — село в Польщі, у гміні Блендув Груєцького повіту Мазовецького воєводства.
Населення — 178 осіб (2011).
У 1975-1998 роках село належало до Радомського воєводства.

## Демографія
Демографічна структура станом на 31 березня 2011 року:
|          | Загалом | Допрацездатний вік | Працездатний вік | Постпрацездатний вік |
| -------- | ------- | ------------------ | ---------------- | -------------------- |
| Чоловіки | 93      | 22                 | 54               | 17                   |
| Жінки    | 85      | 18                 | 40               | 27                   |
| Разом    | 178     | 40                 | 94               | 44                   |